# 原価率研究所
原価率研究所（げんかりつけんきゅうじょ）は、かつて日本においてカレーライス店を展開していた企業。消費税込みで1杯200円の激安カレーライス店としてネットや口コミで話題になった。

## 概要
2014年（平成26年）5月に、新潟市中央区南万代町に1号店である新潟駅前本店をオープン。創業者の一人は、福島第一原子力発電所事故のため福島市から新潟市に自主避難をしており、新潟に恩返しをしたいと、新潟で知り合った二人と合わせて三人でカレーライス店を始めた。「新潟に来たとき、福島からの避難者だと気づいているのに事情を詮索されず、ゴミの分別など不慣れなことも遠慮なく教えてくれ、居心地が良かった。このまま新潟市民に『おんぶにだっこ』ではいけないと思い、恩返しのつもりでカレー店を開いた」、「衝撃の価格で人を呼び込むお店をつくり、まちを活気づけたい」、「新潟の人に親切にしてもらった。何か自分ができる恩返しをしたいと考えた」、「新潟県がカレールーの購入額が日本一というデータを知り、誰でも購入できるカレーを提供しようと思った」と創業の動機を語っていた。
メニューはカレーライスだけで、食材は新潟県産米に日本国内産の鶏肉、タマネギを使っていた。量はオープン当初は約450グラムだったが、大盛りを希望する客が多かったことから、後にライスも合わせて約600グラムで提供していた。業者と交渉して安い食材を仕入れ、価格を抑えており、毎日食べられるように「普通」の味を目指していた。当初は市販ルーをアレンジして使っていたが、2015年（平成27年）9月下旬頃から、食品販売大手と共同で開発した特製ルーを使うことで、効率的に調理できるようになった。誰もが毎日気軽に食べられる価格設定にしており、徹底したコストカットとオペレーション上の工夫を行っていた。店舗では余分なサービスがなく、水なし、ティッシュなし、エアコンなしの「3無しの状態」になっており、100円の飲み物の自動販売機が置いてあり、トッピングの持ち込みは自由だった。
2016年（平成28年）1月27日には東京都足立区に進出し「竹ノ塚店」をオープン。当時は「将来は全国各地に1000店」を目標としていた。
しかしその後、経営が悪化し、2018年（平成30年）1月1日付で東京都江戸川区に本社を持つ別会社に事業譲渡された。
同年11月に、2017年6月から11月までの賃金を従業員に支払っていなかったとして、経営譲渡前の当時の代表取締役（福島出身の創業者とは別の人物）が書類送検された。
事業譲渡後も経営の立て直しには至らず、2022年（令和4年）3月1日、千葉地裁から破産手続開始決定を受けた。